# (11894) 1991 GW
1991 جي دابليو (ويعرف أيضًا باسم (11894) 1991 جي دابليو وفق تسمية الكوكب الصغير) (بالإنجليزية: 1991 GW)‏ هو كويكب ضمن حزام الكويكبات؛ وترتيبه 11894 من حيث الاكتشاف.
اكتُشف هذا الجُرم الفلكي بواسطة Nobuhiro Kawasato ‏ في 3 أبريل 1991.

## وصلات خارجية
- (11894) 1991 GW في قاعدة بيانات مختبر الدفع النفاث لأجرام النظام الشمسي الصغيرة

- الاكتشاف · مخطط المدار ·  العناصر المدارية · المعلمات المادية

- (11894) 1991 GW على موقع ويكي سكاي: DSS2, SDSS, GALEX, IRAS, Hydrogen α, X-Ray, Astrophoto, Sky Map, Articles and images